# Géographie de la Géorgie
La Géorgie est un pays situé à la fois en Europe de l'Est et en Asie,,, sur la côte de la mer Noire et au sud du Caucase. Ses pays limitrophes sont la Russie au nord et au  nord-est, la Turquie et l'Arménie au sud, et l'Azerbaïdjan au sud-est.

## Topographie

Topographie de la Géorgie (cliquer pour agrandir)

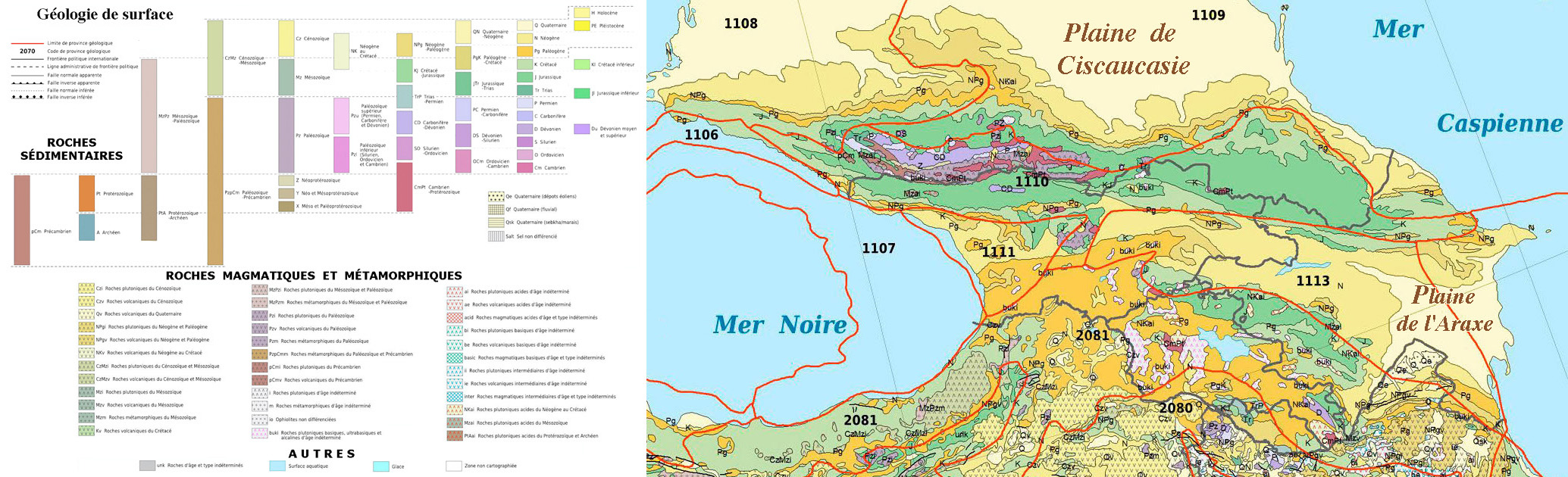
Géologie de la Géorgie et du Caucase

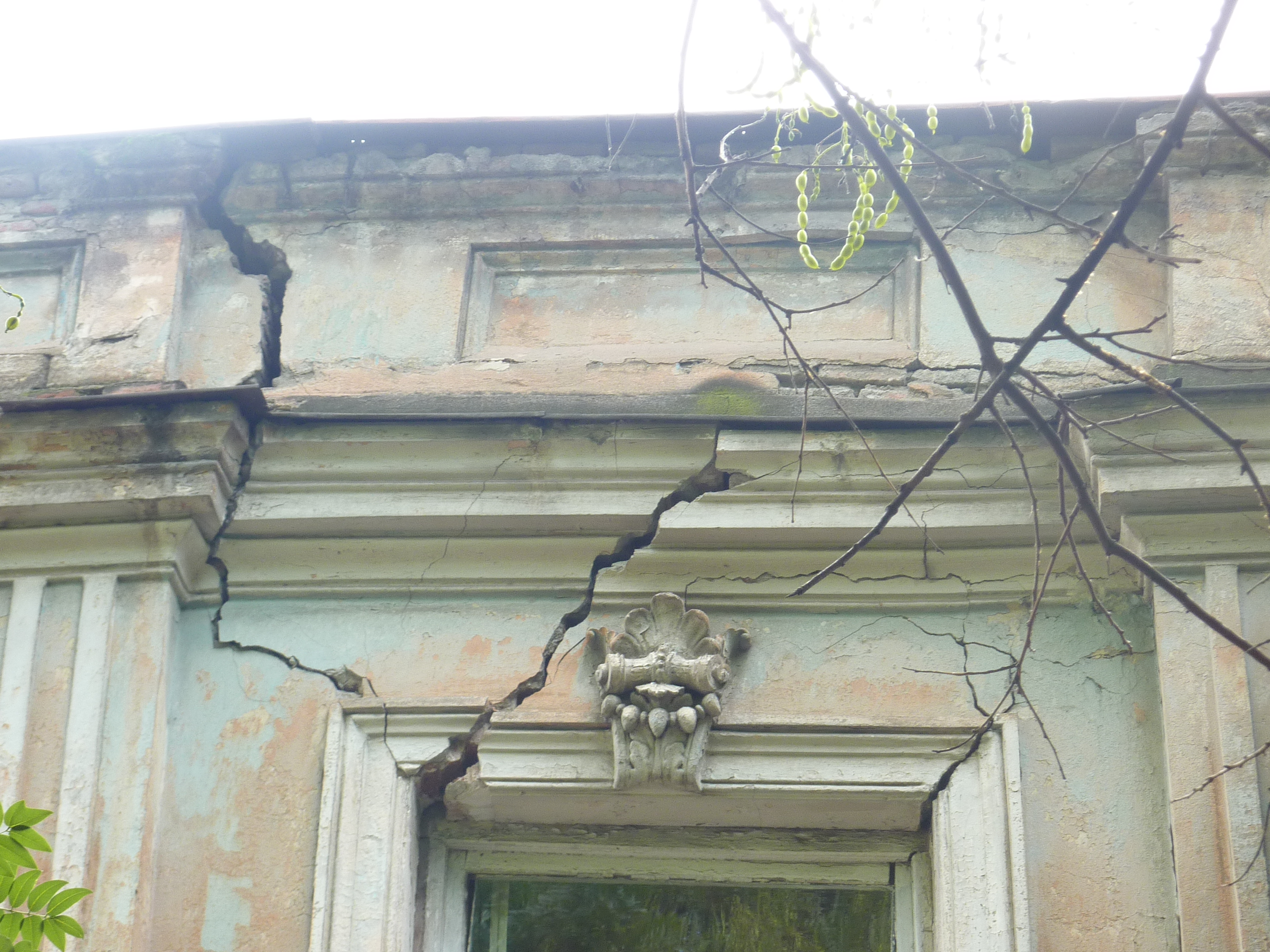
Lézardes dues au tremblement de terre de 2002 (immeuble de Tbilissi)

Malgré sa faible superficie, la Géorgie dispose d'une des topographies les plus variées parmi les anciennes républiques soviétiques. La Géorgie est principalement située dans le Caucase, sa frontière nord est en partie définie par la chaîne de montagnes du même nom. La chaîne du Caucase, parallèle aux frontières turque et arménienne, qui comprend le Grand Caucase et le Petit Caucase, a créé des barrières naturelles responsables des différences culturelles et linguistiques entre les régions. En raison de leur altitude et d'une infrastructure de transport peu développée, de nombreux villages de montagne sont pratiquement isolés du monde extérieur pendant l'hiver. Les séismes et des glissements de terrain dans les zones montagneuses présentent une menace importante pour la vie et les biens. Parmi les plus récentes catastrophes naturelles, on peut citer des glissements de terrain en Adjarie en 1989 qui ont déplacé des milliers de personnes dans le sud-ouest de la Géorgie. En 1991, deux tremblements de terre ont détruit plusieurs villages dans le centre-nord de la Géorgie et en Ossétie du Sud. Un autre tremblement de terre est survenu en 2002.

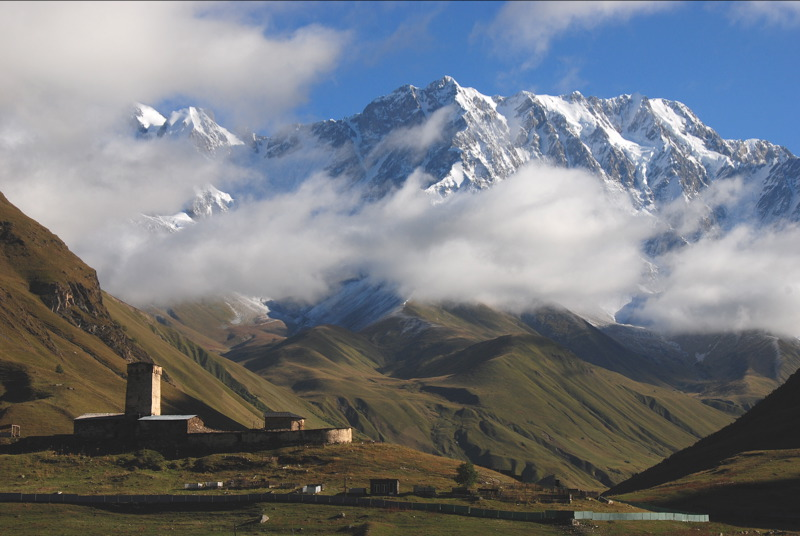
Le point culminant de la Géorgie : le Chkhara

Dans la province sécessionniste d'Abkhazie, à l'ouest de la Géorgie, se trouve le gouffre de Krubera-Voronja, qui constitue actuellement la cavité naturelle la plus profonde du monde avec une cote inférieure à - 2000 m. Les spéléologues du monde entier, notamment des Russes et des Ukrainiens, continuent à explorer ce gouffre.

## Hydrologie
La Géorgie compte environ 25 000 cours d'eau, dont un grand nombre sont équipés de petites centrales hydroélectriques. L'écoulement de ses cours d'eau se fait, à l'ouest du pays, dans la mer Noire et, pour l'est, à travers l'Azerbaïdjan pour finir dans la mer Caspienne. Le plus grand fleuve de Géorgie est le Mtkvari (anciennement connu sous le nom de Koura encore utilisé en Azerbaïdjan), qui coule sur 1 364 km du nord-est de la Turquie à travers les plaines de l'est de la Géorgie. Il passe ensuite par Tbilissi, la capitale, pour ensuite rejoindre la mer Caspienne. Le fleuve Rioni est le plus grand fleuve de l'ouest de la Géorgie et coule dans le Grand Caucase pour se jeter dans la mer Noire dans le port de Poti. Les ingénieurs soviétiques ont détourné des fleuves côtiers dans des terres agricoles subtropicales et ont créé un vaste réseau de canaux pour l'irrigation.

## Climat
Le climat de la Géorgie est affecté par des affluences subtropicales à l'ouest et méditerranéennes à l'est. La chaîne du Grand Caucase modère les variations de climat en servant de barrière contre l'air froid venant du nord. L'air chaud et humide de la mer Noire se déplace facilement dans les plaines côtières de l'ouest. Les facteurs influents sont la distance par rapport à la mer Noire et l'altitude. Le long de la côte de la mer Noire, de l'Abkhazie à la frontière turque, et dans la région connue sous le nom de Colchide [Kolkhida] (basses terres intérieures de la côte), les caractéristiques dominantes du climat subtropical sont une humidité élevée et de fortes précipitations (1000 à 2 000 mm par an, le port de la mer Noire Batoumi reçoit 2 500 mm par an). Plusieurs variétés de palmier poussent dans ces régions, où la température moyenne passe de 5 °C en hiver à 22 °C en été.
Les plaines de l'est de la Géorgie sont à l'abri des influences de la mer Noire par les montagnes qui offrent un climat plus continental. La température en été est en moyenne de 20 à 24 °C, les températures hivernales de 2 à 4 °C. L'humidité est plus faible, et la pluviométrie moyenne 500 à 800 mm par an. Le climat est alpin dans les régions hautes de l'est et l'ouest. Un climat alpin est présent dans les montagnes de l'est et de l'ouest, ainsi qu'une région semi-aride sur le plateau Iori dans le sud-est. Ce sont des microclimats.
À plus haute altitude, les précipitations sont parfois deux fois plus importantes que dans les plaines orientales. Le climat alpin est rencontré entre 2 100 et 3 600 m, et de la neige et de la glace sont présentes tout au long de l'année.

Climats de la Géorgie
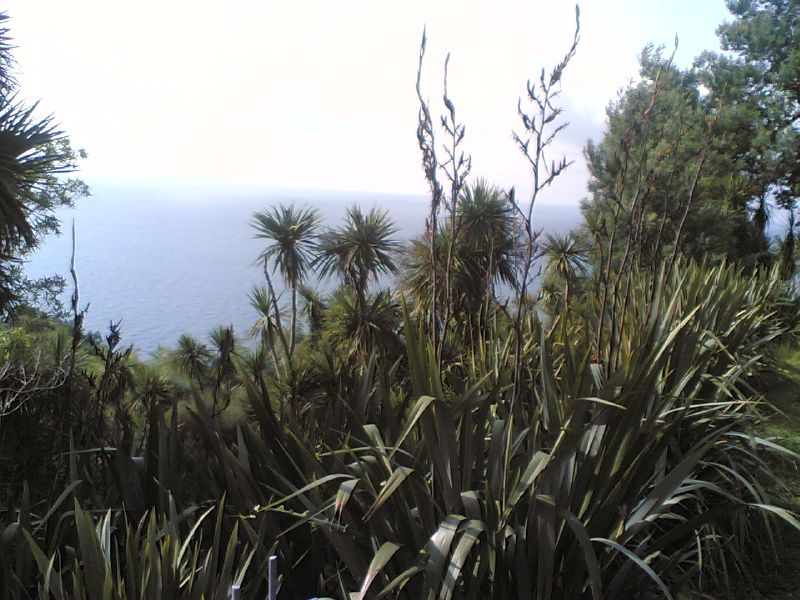
La côte près de Khelvatchaouri en Adjarie, 2006.
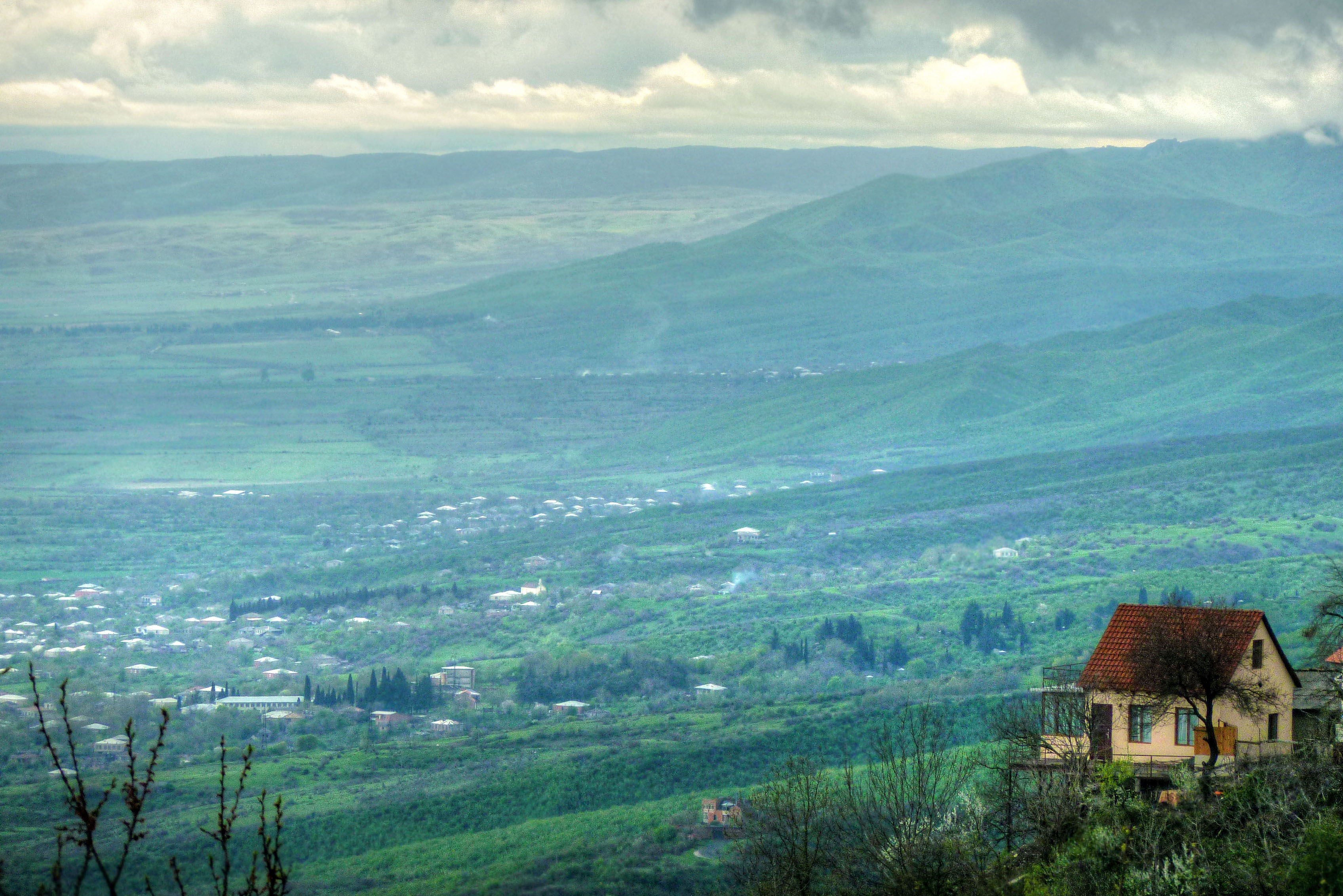
Paysage de Sighnaghi en Kakhétie avec son étagement en altitude, 2011.
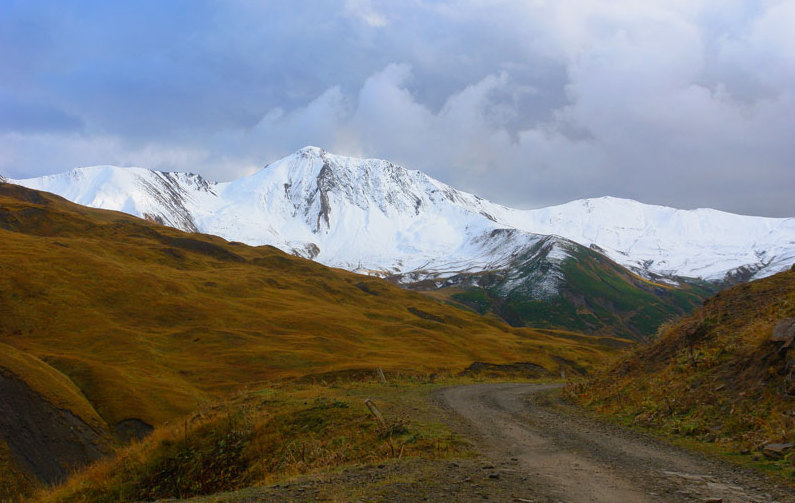
Montagnes de Khevsourétie, 2008.

## Problématiques environnementales
À partir des années 1980, la pollution de la mer Noire a grandement nui à l'industrie touristique en Géorgie. Cette pollution est due en majorité au traitement insuffisant des eaux usées. À Batoumi, par exemple, 18 % des eaux usées sont traitées avant d'être rejetées dans la mer. On estime que 70 % de la surface de l'eau contient des bactéries nocives pour la santé auxquelles le taux élevé des maladies intestinales est attribué.
La guerre en Abkhazie a fait d'importants dégâts à l'habitat écologique propre à cette région. À d'autres égards, les experts ont considéré les problèmes d'environnement de la Géorgie comme moins graves que ceux des anciennes républiques soviétiques plus industrialisées. Résoudre les problèmes de la Géorgie en matière d'environnement n'était pas une priorité du gouvernement national de l'époque post-soviétique. Cependant, en 1993 le ministre de la Protection de l'environnement a démissionné pour protester contre cette inactivité. En janvier 1994, le cabinet des ministres a annoncé un nouveau système de surveillance de l'environnement. Ce système interministériel permet de centraliser des programmes distincts sous la direction du ministère de la Protection de l'environnement. Le système comprendrait un centre de l'environnement et de l'information et une agence de la recherche. Le Parti vert a utilisé son petit contingent au parlement pour aborder ces questions.
Risques naturels : tremblements de terre
Environnement - questions actuelles: pollution de l'air, en particulier dans Rust'avi; forte pollution de la rivière Mtkvari et de la mer Noire, l'insuffisance des approvisionnements en eau potable, la pollution des sols à partir de produits chimiques toxiques.

## Sources
- (en) Cet article est partiellement ou en totalité issu de l’article de Wikipédia en anglais intitulé « Geography of Georgia (country) » (voir la liste des auteurs).
- Cet article contient des informations tirées des études sur les pays de la bibliothèque du Congrès (en), qui sont des publications du gouvernement des États-Unis dans le domaine public.
- Cet article contient des informations tirées du CIA World Factbook, qui est une publication du gouvernement des États-Unis dans le domaine public.